# Ebussuud Efendi
Ebussuud Efendi (İskilip, 30 dicembre 1490 – Istanbul, 23 agosto 1575) è stato un giurista ottomano esegeta del Corano della scuola giuridico-religiosa Hanafita. Fu chiamato anche "El-İmâdî" poiché la sua famiglia era originaria di İmâd, nell'odierno distretto di İskilip in Turchia.
Figlio di İskilipli Sheikh Muhiddin Muhammad Efendi, negli anni 1530, Ebussuud prestò servizio come giudice a Bursa, Istanbul e Rumelia, dove si occupò di rendere le leggi locali conformi a quella islamica (sharia). Nel 1545 il sultano Solimano il Magnifico lo promosse a Shaykh al-Islām, giudice supremo e massimo nel 1545, un incarico che Ebussuud mantenne fino alla sua morte e che lo portò all'apice del suo potere. Lavorò a stretto contatto con il sultano, emettendo pareri giudiziari che legittimavano le guerre di Solimano contro gli Yazidi iraniani e la guerra del suo successore Selim II a Cipro. Ebussuud emise anche fatwā con la quale i Kizilbash, indipendentemente dal fatto che vivessero sul suolo iraniano o ottomano, venivano considerati come "eretici" dichiarando che ucciderli sarebbe stato lodevole.
Insieme a Solimano, Ebussuud riorganizzò la giurisprudenza ottomana e la sottopose a un controllo governativo più stretto, creando un quadro giuridico che univa la sharia e il codice amministrativo ottomano (Kanuns). Mentre l'opinione precedentemente prevalente affermava che i giudici erano liberi di interpretare la sharia, la legge alla quale era soggetto anche il sovrano, Ebussuud istituì un quadro in cui il potere giudiziario era derivato dal sultano e che obbligava i giudici a seguire il kanun-i Osmani del Sultano, nella loro applicazione della legge.
Oltre alle sue riforme giudiziarie, Ebussuud è ricordato anche per la grande varietà di fatwa che emise. Le sue opinioni su Karagöz e il consumo di caffè, una novità all'epoca, divennero particolarmente celebri.